# Jagdschloss Fasanerie (Wiesbaden)

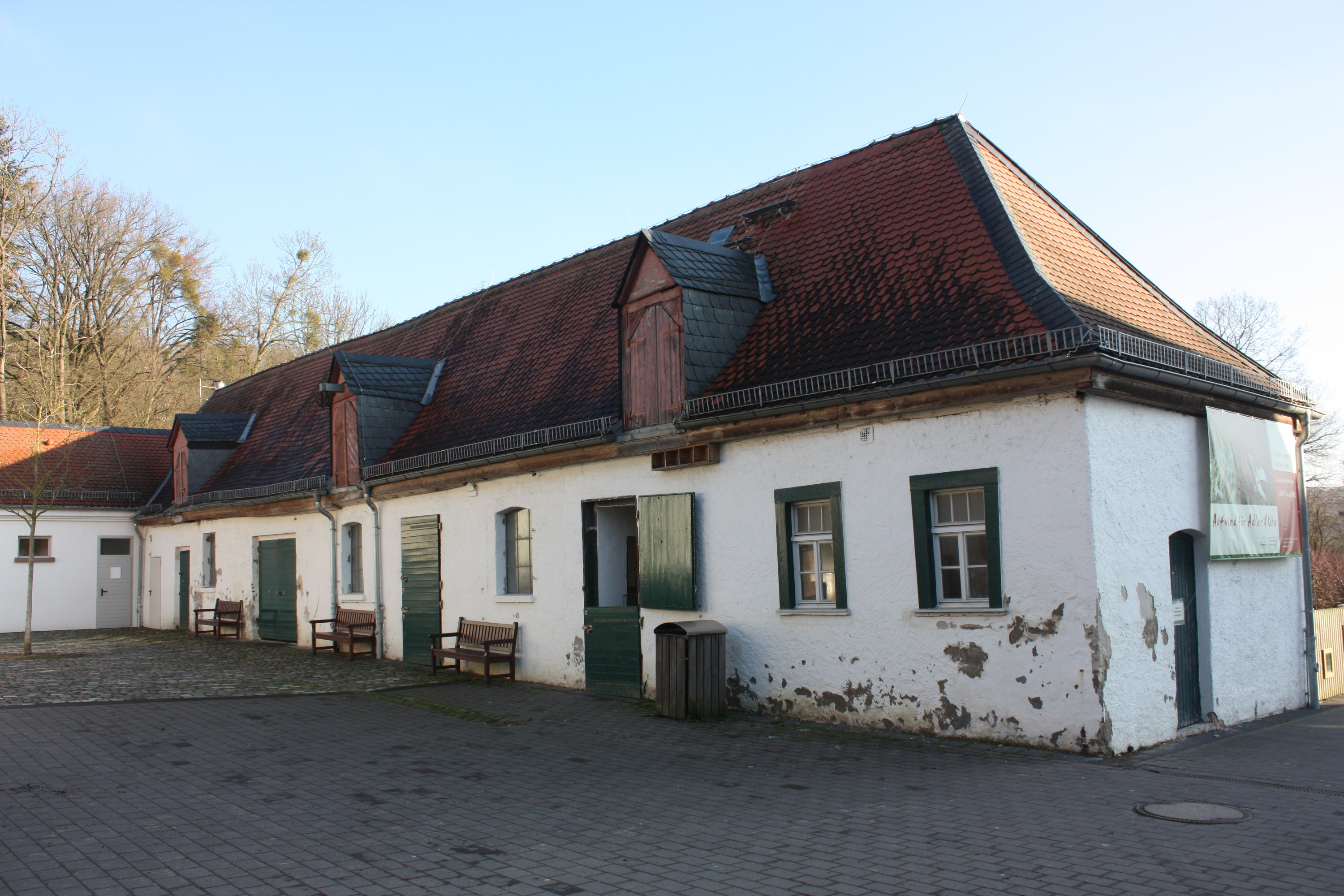
Stallungen

Das Jagdschloss Fasanerie ist ein barockes Schloss bei Wiesbaden, das Fürst Karl von Nassau-Usingen von 1744 bis 1749 als Jagdsitz an der damaligen Fasanenzucht errichten ließ.

## Geographische Lage
Das Jagdschloss steht am Rande des Naturparks Rhein-Taunus nordwestlich der Stadt Wiesbaden direkt am Tier- und Pflanzenpark Fasanerie.

## Geschichte
Die Pläne für das Jagdschloss wurden vom fürstlichen Hofbaumeister Friedrich Joachim Stengel entworfen. Im Jahr 1744 begannen die Bauarbeiten, die erst fünf Jahre später beendet waren. Das Gebäude diente Fürst Karl von Nassau-Usingen als Jagdsitz. Nach dem Tod Karls 1775 verlegte sein Nachfolger Karl Wilhelm sein Jagdgebiet auf die Platte. Das kleine Schlösschen wurde anschließend als Wohnung des Oberförsters genutzt, bis das Gelände der Fasanerie 1912 in den Besitz der Stadt Wiesbaden überging. 2004 übernahm der Förderverein Fasanerie das denkmalgeschützte Schloss als Erbbauberechtigter für 65 Jahre von der Stadt.

### Restaurierung 2005–2009
Bereits im Jahr 2001 hatte der Förderverein Fasanerie begonnen, Geld für die Restaurierung des Schlosses zu sammeln. Die zu erwartenden Kosten wurden auf 2,8 Millionen Euro taxiert. Neben einem Neubau mit Küche und Sanitäranlagen für ein Restaurant mit Biergarten wurde der Umbau des ehemaligen Reitstalls zu einem Jugendbauernhof geplant. Die Baugenehmigung wurde 2005 erteilt. Im folgenden Jahr wurde wegen einer durch Mehrkosten entstandene Finanzierungslücke die Spendenaktion „Mein Fenster für die Fasanerie“ durchgeführt. Bis zum Abschluss der Bauarbeiten im Jahr 2009 waren die Gesamtkosten auf rund 4 Millionen Euro gestiegen, 2,7 Millionen trug der Förderverein, den Rest die Stadt Wiesbaden.
Das Jagdschloss steht heute unter Denkmalschutz und dient als Restaurant sowie Veranstaltungsort für Konzerte und Tagungen und Familienfeiern.

## Architektur
Das Jagdschloss wurde im barocken Stil errichtet. Die oberen beiden Stockwerke sind aus verputztem Fachwerk gebaut, bedeckt ist es mit einem Walmdach. Im ersten Stock befindet sich ein Festsaal mit Sandsteinkamin und einem Stuck-Medaillon an der Decke.